# Ахцк
Ахцк (Ахдзк) (арм. Աղձք) — село на юге Арагацотнской области в Армении
По состоянию на 2009 год главой сельской общины является Артур Аветисян.

## География
Село расположено на Арзни-Шамирамском канале. В непосредственной близости от автомобильной дороги Артик—Агарак. Соседними сёлами являются Агарак, Бюракан и Уджан.

## Достопримечательности

### Гробница армянских царей династииАршакуни
В селе находится сооружение IV века—усыпальница армянских царей.
Останки армянских царей были отобраны у персов, пытающихся увезти их в Персию, веря что это добавить им славы и перезахоронены в селе Ахцк. Для этого была построена усыпальница. Это сооружение датируется 359 - 360 гг.
Гробница освещается только светом, проникающим через дверное отверстие. На каменных столбах входа сохранились барельефы сцен охоты. По преданию слева от входа были захоронены останки царей-язычников из династии Аршакидов, а справа, возле барельефа с крестом — захоронены цари, уже принявшие христианство. Саркофаги украшены барельефами IV века. На правом христианском саркофаге изображён воин, копьем поражающий вепря. Сцена схватки человека с вепрем символизирует войну между Арменией и Персией, так как вепрь изображался на печати персидского царя.
Вплотную к усыпальнице примыкал христианский храм, построенный в IV веке. Его руины сохранились до наших дней. Сохранились остатки боковых стен, алтаря, колонн.
И храм, и усыпальница были построены на краю ущелья, на дне которого протекает река Амберд. С обеих сторон ущелья находятся высокие, отвесные, скалы.

## Население
| Год  | Численность | Численность |
| ---- | ----------- | ----------- |
| 1831 | 93          | [ 5 ]       |
| 1897 | 404         | [ 5 ]       |
| 1926 | 603         | [ 5 ]       |
| 1939 | 837         | [ 5 ]       |
| 1959 | 1040        | [ 5 ]       |
| 1970 | 1266        | [ 5 ]       |
| 1979 | 1351        | [ 5 ]       |
| 1989 | 1680        | [ 6 ]       |
| 2001 | 1801        | [ 5 ]       |
| 2004 | 1935        | [ 5 ]       |
| 2008 | 1904        | [ 7 ]       |
| 2011 | 1614        | [ 8 ]       |

## Фотогалерея

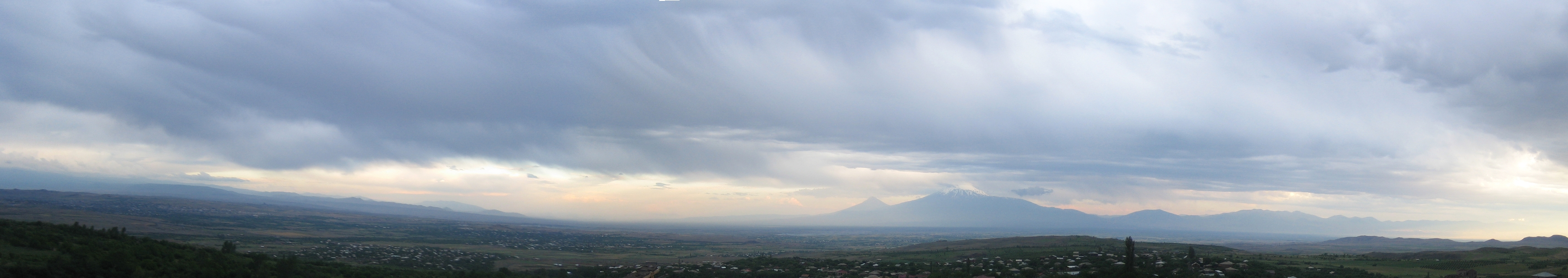
Вид на гору Арарат и Араратскую равнину из Ахцка.
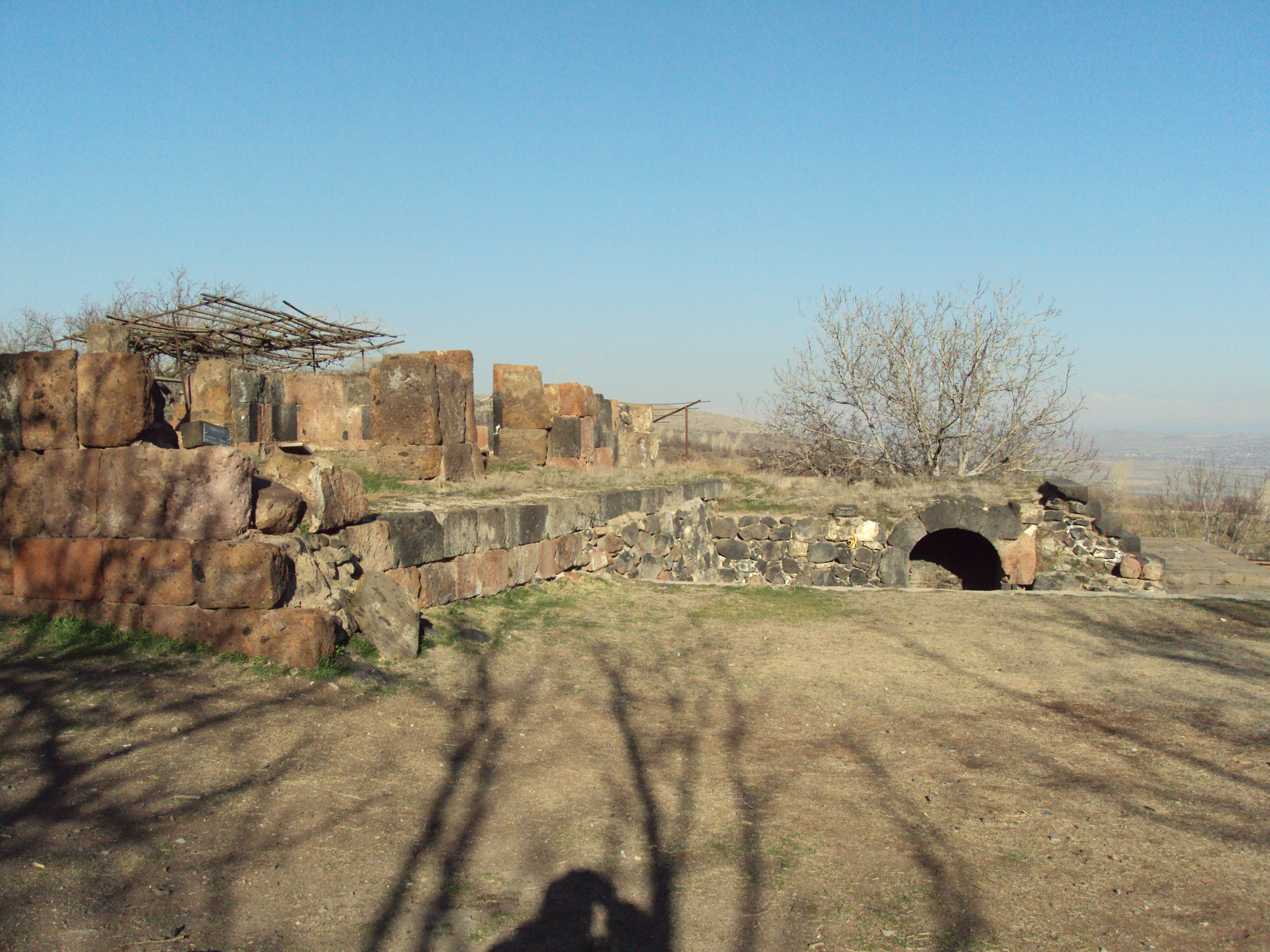
Гробница армянских царей династии Аршакуни
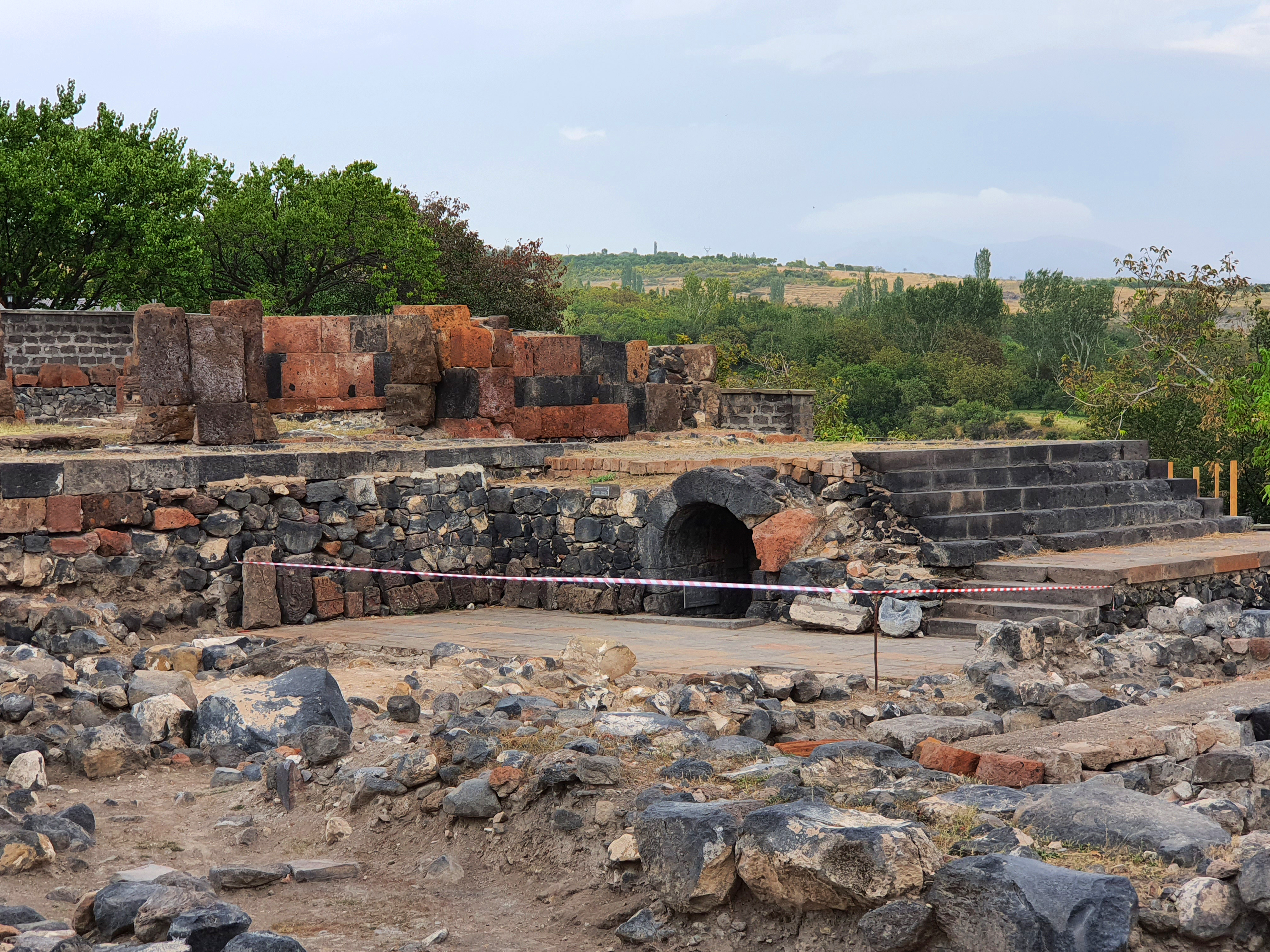
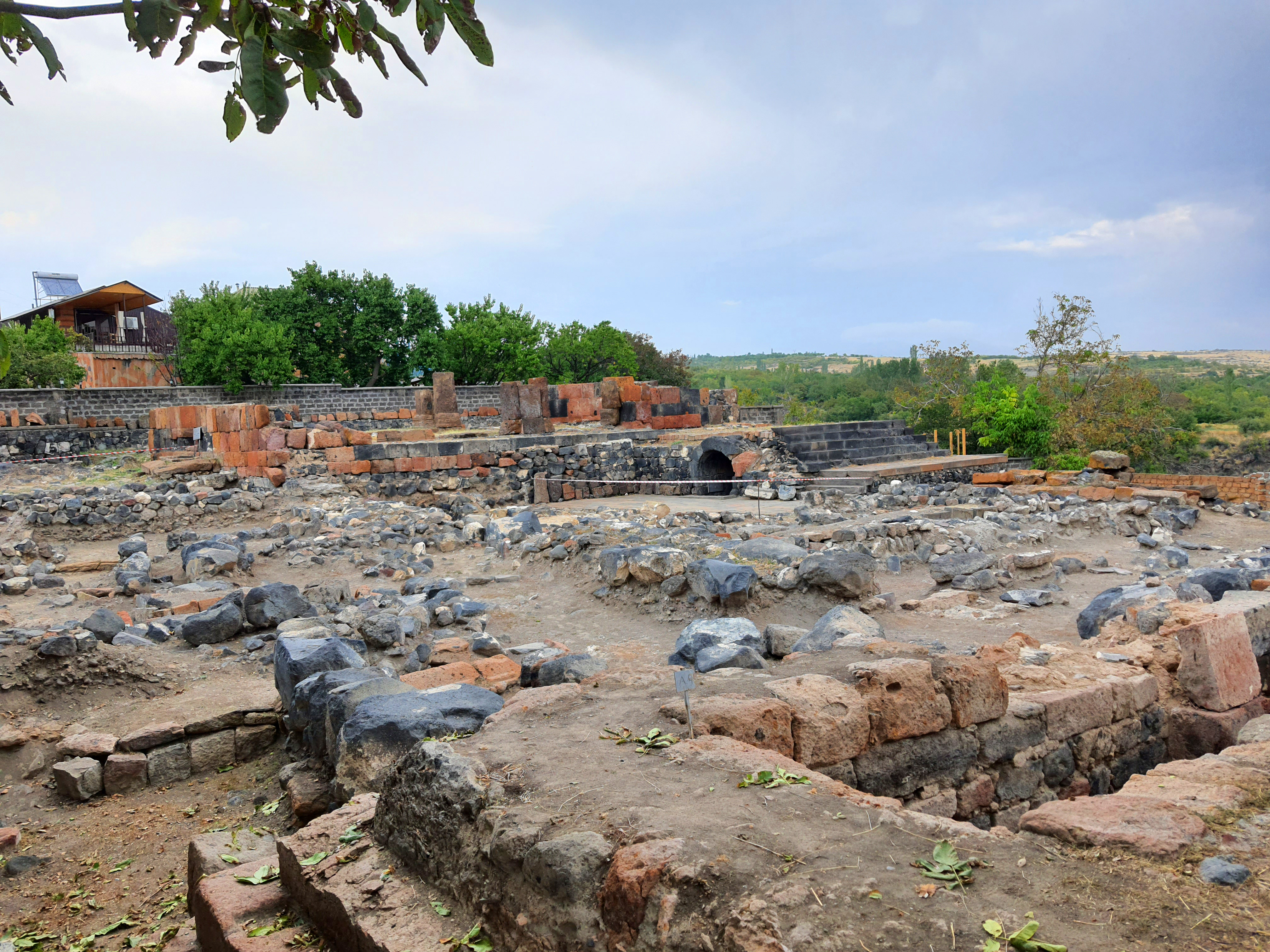
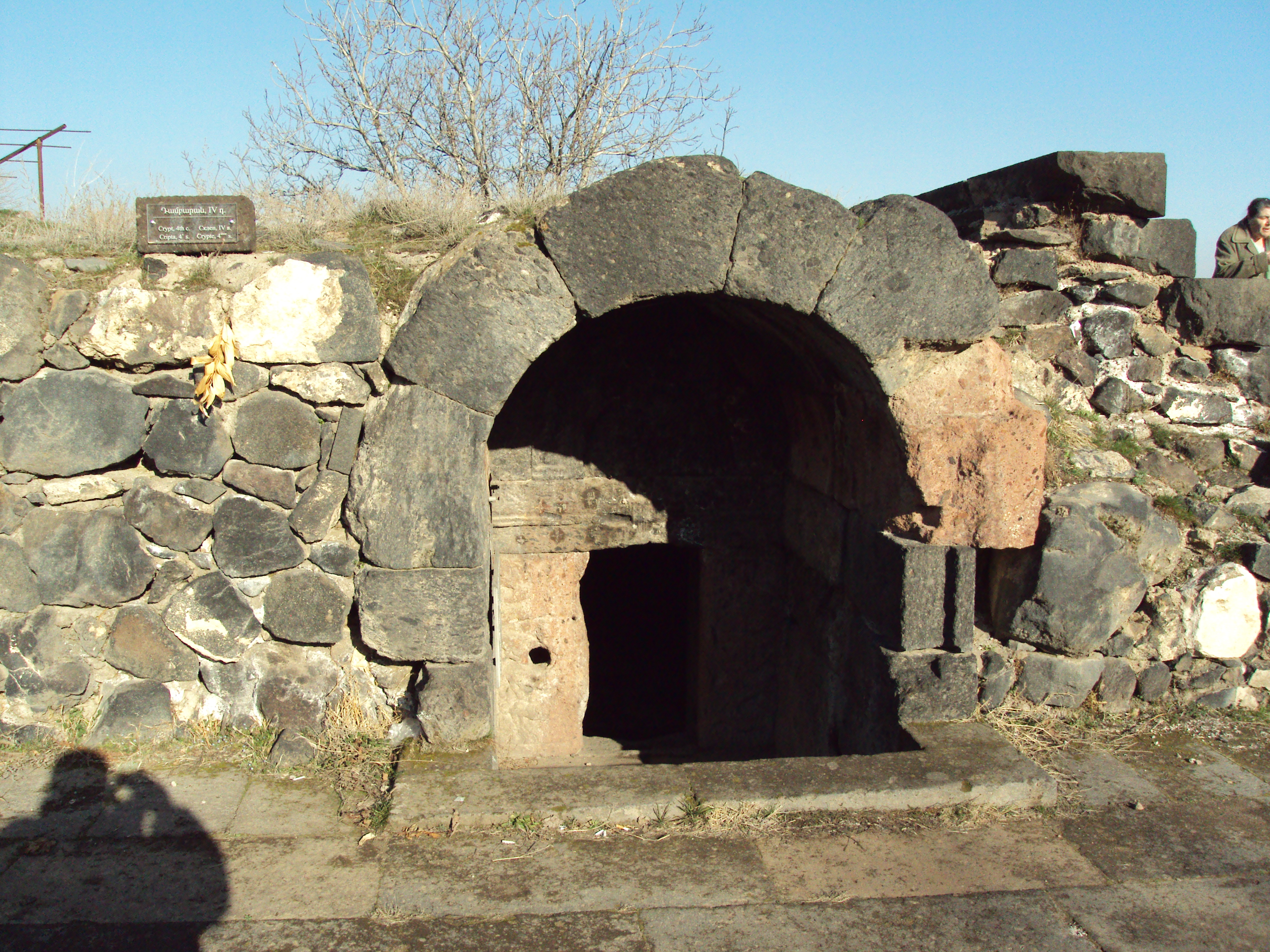
Вход в гробницу
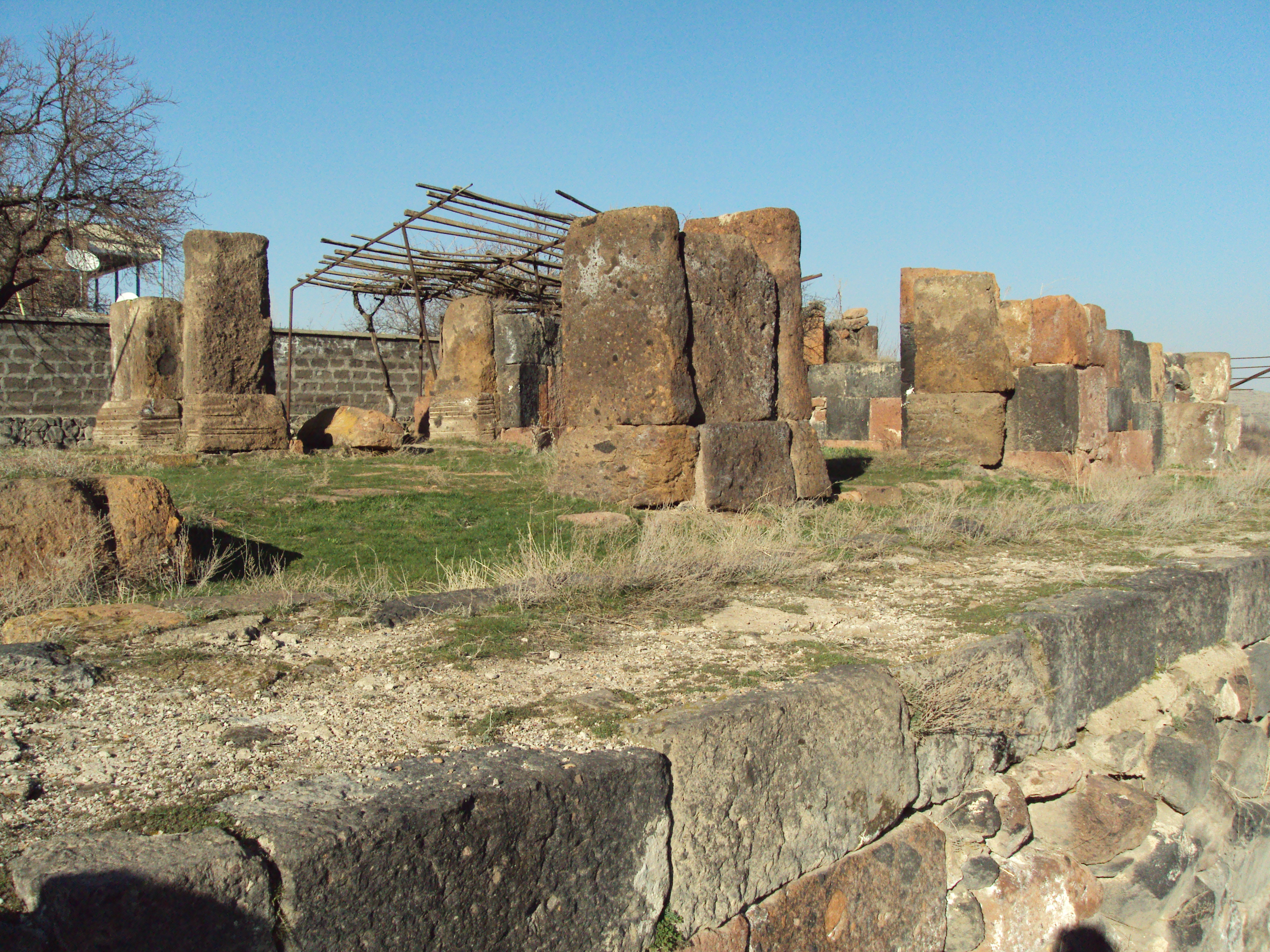
Руины храма (7в.)
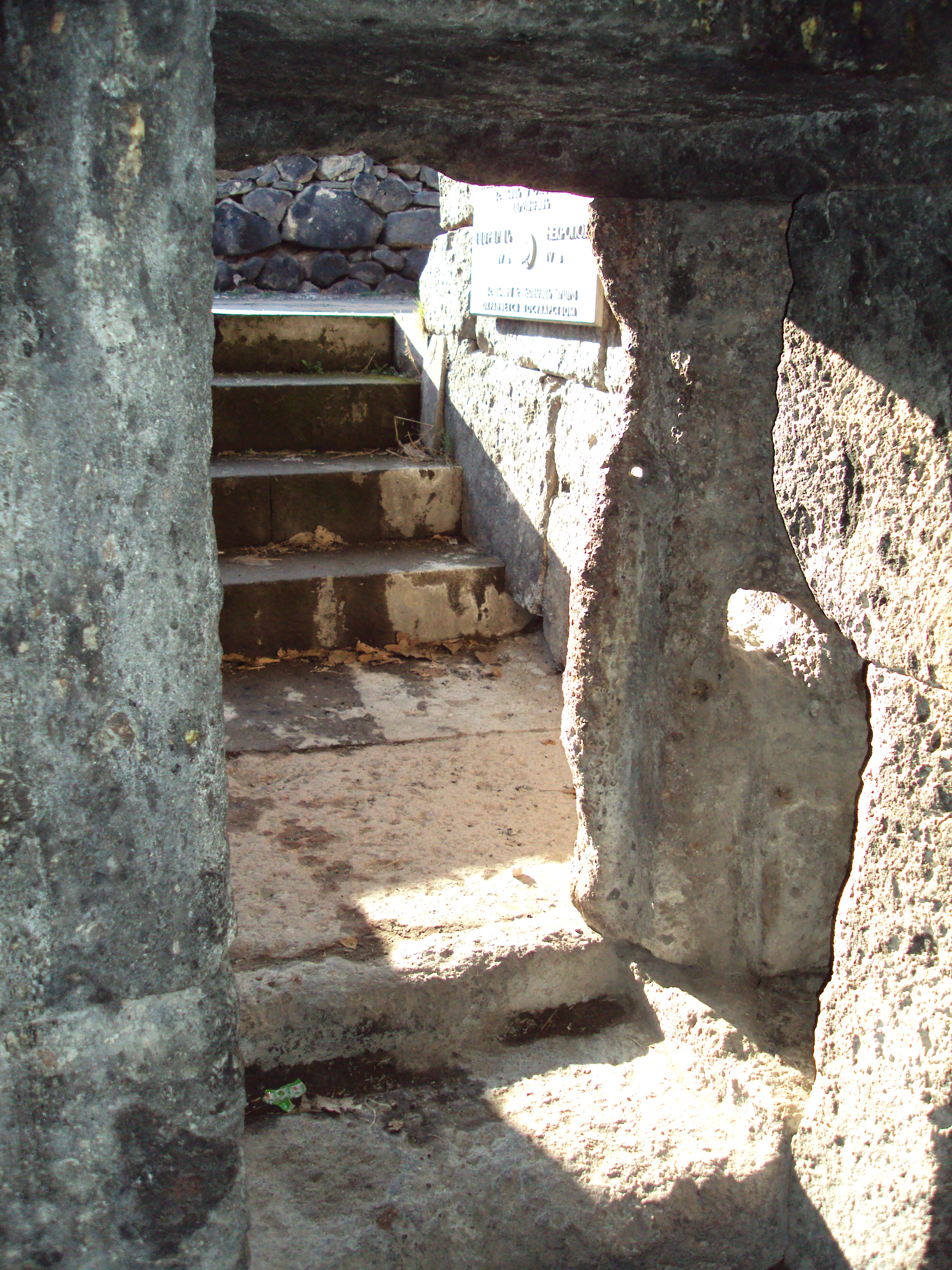
Вход изнутри
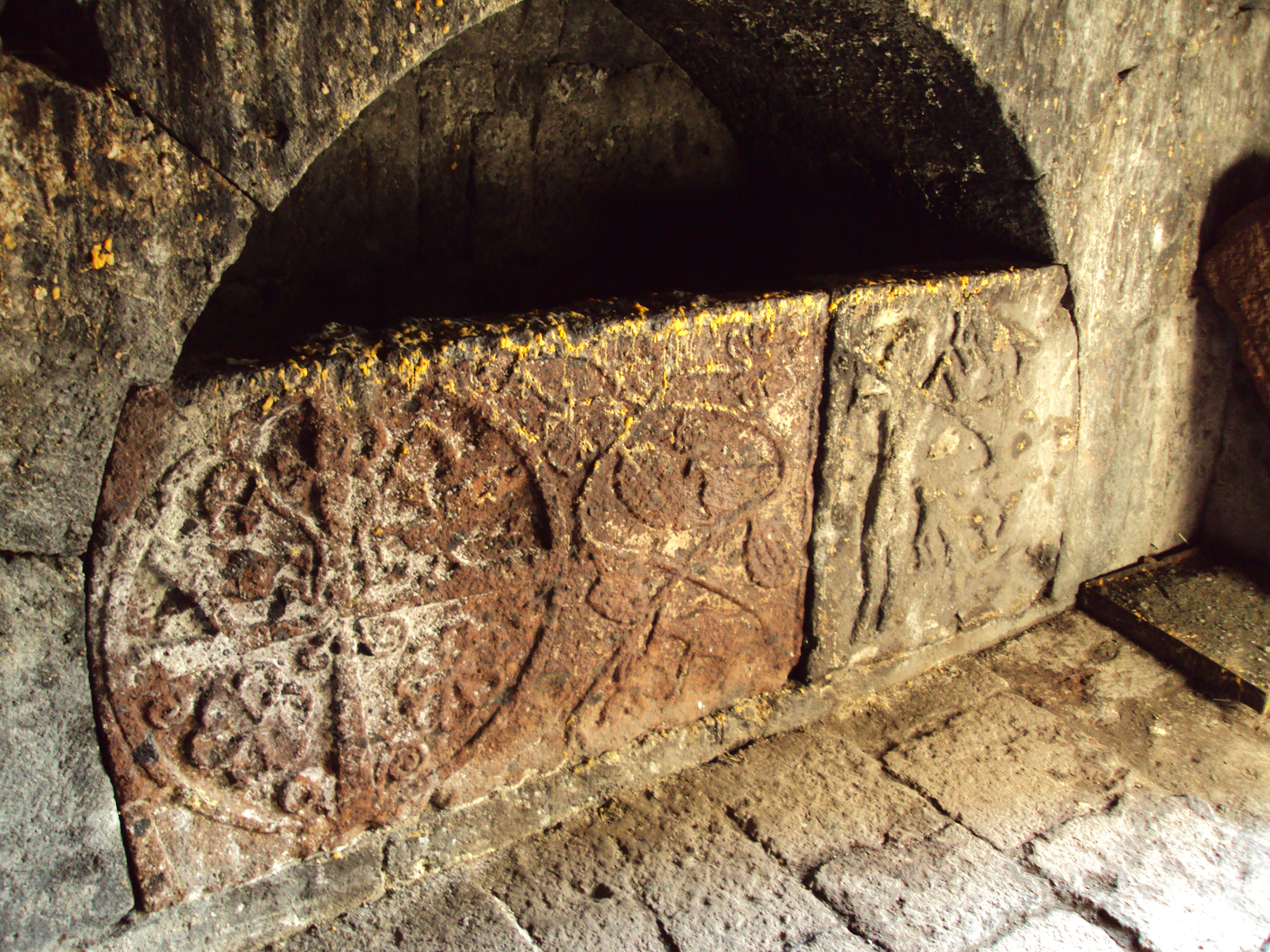
Ниша направо от входа
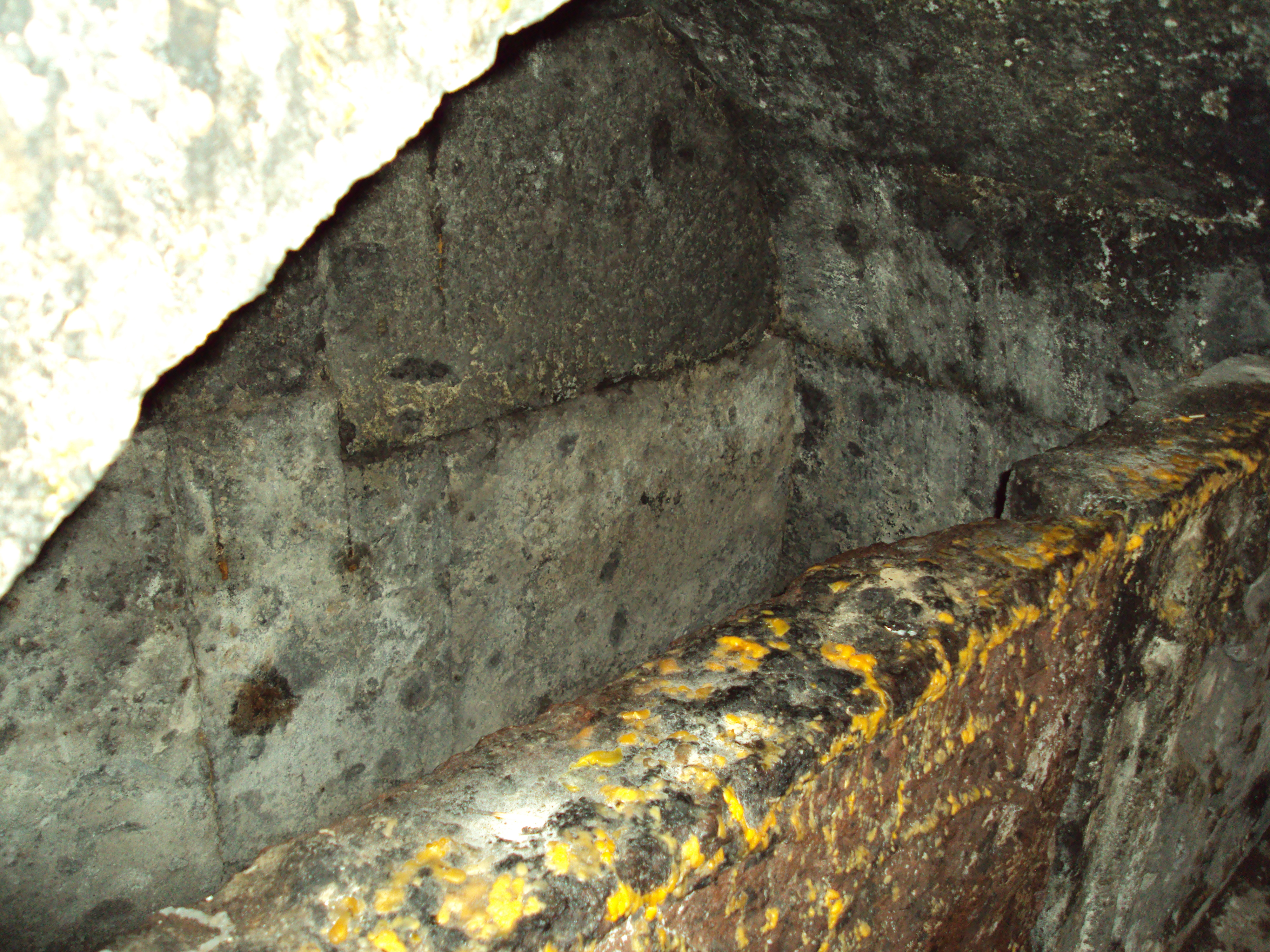
Ниша налево от входа
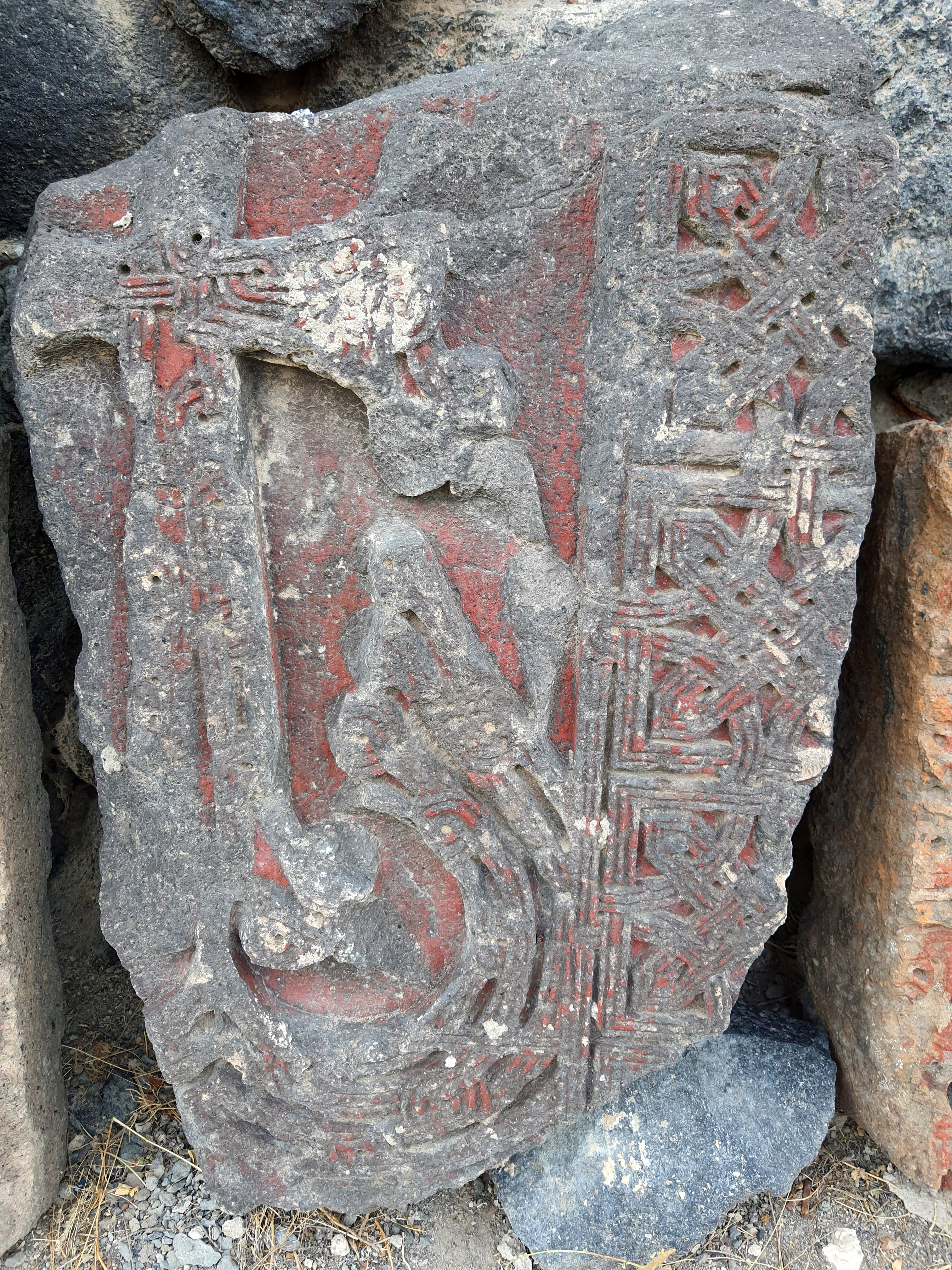
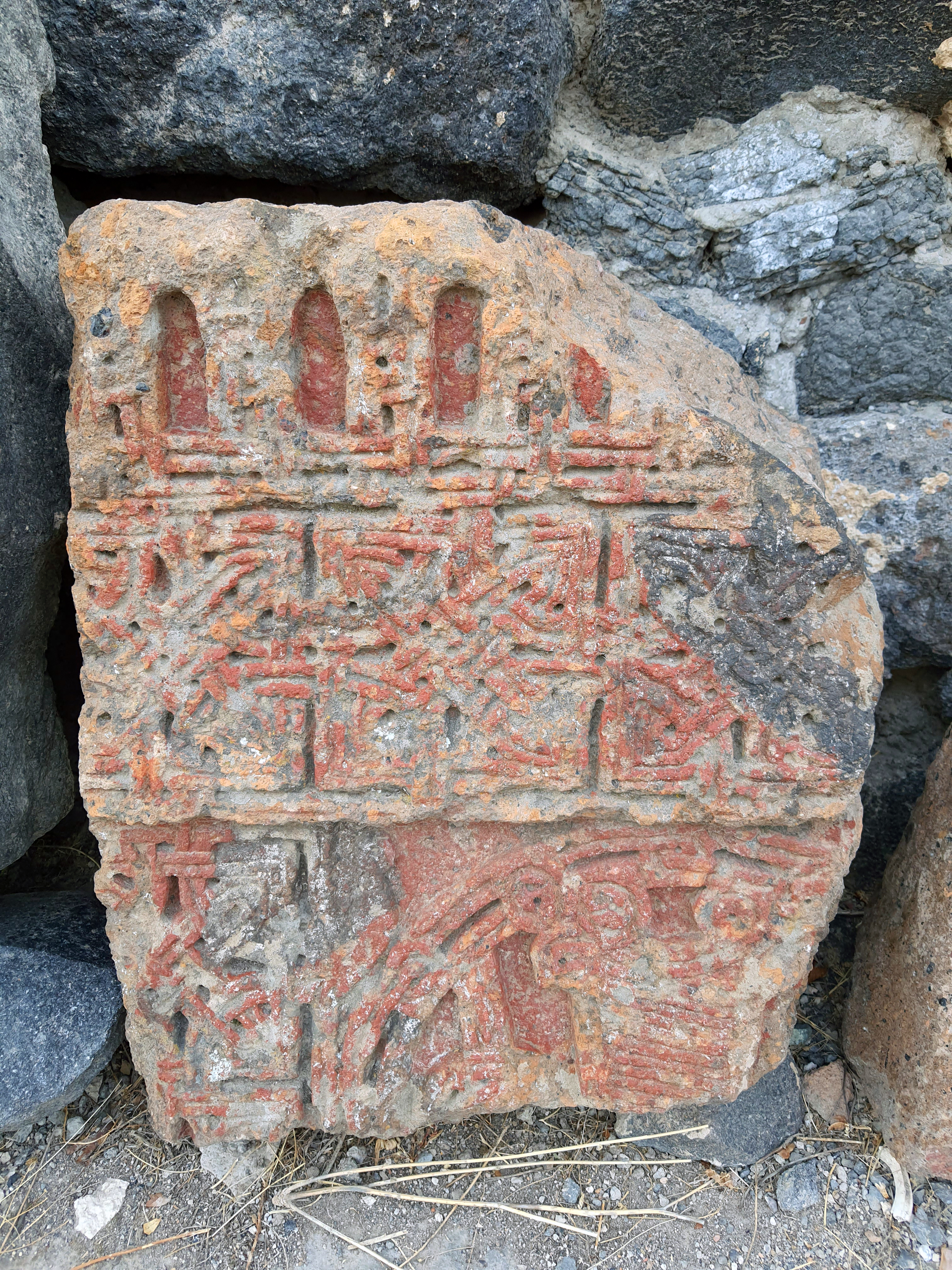